# إدير أوليفيرا
إدير أوليفيرا (3 فبراير 1950 - 4 أغسطس 2022) سياسي برازيلي. عضو في حزب العمال البرازيلي، شغل منصب رئيس بلدية غرافاتاي من 1993 إلى 1997. كان نائبًا فيدراليًا انتخب لفترتين، ووكيل وزارة الخارجية في حكومة سيموم ووزير العمل والمساعدة والمواطنة للدولة في حكومتي بريتو وريجوتو.
كان إدير أوليفيرا مرشحًا لمنصب عمدة غرافاتاي في انتخابات عام 2008، بعد أن استقال قبل ثلاثة أيام من الانتخابات لدعم مرشح رئيس الوزراء جونز ألكسندر مارتينز بعد أن ألغى المرشح دانيال بوردينيون من حزب العمال ترشيحه قبل خمسة أيام من الانتخابات لارتكابه مخالفات إدارية.
توفي أوليفيرا بسبب سكتة قلبية في غرافاتاي في 4 أغسطس 2022، عن عمر يناهز 72 عامًا.